# جين هالارين
جين هالارين (بالإنجليزية: Jane Hallaren)‏ هي ممثلة أمريكية، ولدت في 13 فبراير 1940 بالولايات المتحدة.

## أعمال

### أفلام
- (1991) فتاتي[4]

## وصلات خارجية
- جين هالارين على موقع IMDb (الإنجليزية)